# Поподне
Поподне или послеподне је део дана од поднева до вечери или од ручка до вечери.
У периоду поподнева Сунце почиње да залази што утиче на људску активност и продуктивност што најчешће узрокује нпр. спавање после ручка. Нека истраживања показују да се због тога највећи број саобраћајних незгода дешава рано поподне.

## Додатни извори
- Aggarwal, Anjali; Upadhyay, Ramesh (2013). Heat Stress and Animal Productivity. Springer Publishing. ISBN 978-8-132-20879-2.
- Blaskovich, Jim (2011). Social Psychophysiology for Social and Personality Psychology. ISBN 978-0-85702-405-3.
- Ekirch, A. Roger (2006). At Day's Close: Night in Times Past. W. W. Norton & Company. ISBN 978-0-393-32901-8.
- McCabe, Paul T. (2004). Contemporary Ergonomics. CRC Press. ISBN 0-8493-2342-8.
- Ray, James T. (1960). Human Performance as a Function of the Work–Rest Cycle. National Academy of Sciences.
- Refinetti, Roberto (2006). Circadian Physiology (2. изд.). Taylor & Francis Group. ISBN 978-0-8493-2233-4.
- Sinclair, Thomas M.; Weiss, Albert (2010). Principles of Ecology in Plant Production. University of Nebraska, Lincoln/University of Florida.